# Gaël Suares
Pour les articles homonymes, voir Suarès.
Gaël Suares, né le 9 avril 1981  à Paris, est un footballeur français, ayant évolué au poste de défenseur, notamment au Stade Malherbe de Caen. C'est un joueur de grande envergure, puisqu'il mesure 1,84 m pour 84 kg.

## Biographie
Gaël Suares est formé au Paris FC puis au SM Caen. Il est international U18 en 1999. Il fait ses débuts en pro avec Caen en entrant en jeu lors d'un match contre le FC Martigues, pour le compte de la 17e journée de Division 2. Après quatre saisons en seconde division, le club termine à la seconde place et obtient sa promotion en l'élite du foot français. Gaël joue son premier match de Ligue 1 lors de la 22e journée, en étant titularisé contre l'AJ Auxerre.
En mai 2006, en manque de temps de jeu, il signe en faveur du club tchèque du Siad Most, équipe tout juste promue en première division. Il n'y reste qu'une seule saison, avec pour résultat un seul et unique match joué en Synot liga. Il revient alors en France, à l'US Quevilly, avec pour ambition de faire une saison pleine et d'obtenir la montée en National. Deux saisons plus tard, il rejoint un autre club de CFA, le Villemomble Sports où il reste également deux saisons.

## Statistiques
Le tableau ci-dessous retrace la carrière de Gaël Suares depuis ses débuts :
| Saison                | Club                  | Championnat           | Championnat | Championnat | Coupe nationale | Coupe nationale | Coupe de la Ligue | Coupe de la Ligue | Total | Total |
| Saison                | Club                  | Division              | M.          | B.          | M.              | B.              | M.                | B.                | M.    | B.    |
| 2000-2001             | SM Caen               | Division 2            | 1           | 0           | -               | -               | -                 | -                 | 1     | 0     |
| 2001-2002             | SM Caen               | Division 2            | 7           | 0           | -               | -               | -                 | -                 | 7     | 0     |
| 2002-2003             | SM Caen               | Ligue 2               | 10          | 0           | 1               | 0               | 1                 | 0                 | 12    | 0     |
| 2003-2004             | SM Caen               | Ligue 2               | 10          | 0           | 3               | 0               | -                 | -                 | 13    | 0     |
| 2004-2005             | SM Caen               | Ligue 1               | 2           | 0           | 1               | 0               | 2                 | 0                 | 5     | 0     |
| 2005-2006             | SIAD Most             | Synot liga            | 1           | 0           | -               | -               | -                 | -                 | 1     | 0     |
| Total sur la carrière | Total sur la carrière | Total sur la carrière | 31          | 0           | 5               | 0               | 3                 | 0                 | 39    | 0     |

## Palmarès
Gaël Suares est vice-champion de France de Ligue 2 avec le SM Caen lors de la saison 2003-2004.